# Сплюшка сулавеська
Сплюшка сулавеська (Otus manadensis) — вид совоподібних птахів родини совових (Strigidae). Ендемік Індонезії. Сулайські, біяцькі, бангайські і сіауські сплюшки раніше вважалися підвидами сулавеської сплюшки, однак були визнані окремими видами.

## Опис
Довжина птаха становить 19-22 см, вага 83-93 г. Забарвлення існує у двох морфах — поширеній охристо-сірій і рідкісній рудій. Верхня частина тіла сильно поцяткована темними плямами, пера на ній мають темні стрижгі. крила широкі, тьмяно-охристі, поцятковані темно-коричневими смугами. Живіт білуватий. легко поцяткований темними смугами. На голові середнього розміру пір'яні "вуха". Очі жовті, дзьоб жовтувато-роговий, лапи оперені, пальці жовтувато-сірі, кігті рогові. Голос — різкий крик «уїїх» з висхідним тоном, який триває 0,4 секунди і повторюється через 6 секунд.

## Поширення і екологія
Сулавеські сплюшки мешкають на Сулавесі та на сусідніх островах Селаяр, Кабаена, Муна, Бутон і Вавоніі. Вони живуть у вологих рівнинних і гірських тропічних лісах, на висоті до 2500 м над рівнем моря. Живляться комахами і павуками, іноді дрібними хребетними.